# Dichrostachys paucifoliolatus
Dichrostachys paucifoliolatus là một loài thực vật có hoa trong họ Đậu. Loài này được (Scott-Elliot) Drake miêu tả khoa học đầu tiên năm 1903.